# Gračačko polje
Gračačko polje – polje w Chorwacji, położone na terenie Liki.

## Opis
Zajmuje powierzchnię 8,2 km², leżąc pomiędzy południowym Welebitem a pasmem Ličkiego sredogorja. Jego wysokość bezwzględna waha się w przedziale 544–562 m n.p.m. Jego wymiary to 10 × 2 km. 
Przez polje przepływają m.in. następujące rzeki (ponornice): Bašinica, Krivak, Opsenica, Otuča, Ričica i Žižinka. Wody Krivaka i Ričicy tworzą zbiornik wodny Štikada, który w 1984 roku został utworzony na potrzeby elektrowni wodnej HPP Velebit. Przed stworzeniem zbiornika polje znajdowało się pod wodą nawet przez 5 miesięcy w roku.
Na obszarze polja leżą następujące miejscowości: Gračac, Štikada i Grab. Wzdłuż północnego brzegu zbiornika Štikada biegnie linia kolejowa z Zagrzebia do Splitu. Przez polje biegną także drogi Zagrzeb – Korenica – Gračac – Split, Gračac – Obrovac i Gračac – Gospić.
Gleby polja są nieurodzajne. Na miejscowych łąkach i pastwiskach prowadzi się wypas owies. Hoduje się także bydło i trzodę chlewną.